# Smulgubbe
Smulgubbe (Fragaria × vescana), ibland kallat "smulbär", är en hybrid inom familjen rosväxter. Det är en korsning mellan smultron (F. vesca) och jordgubbe (F. ×ananassa). De karaktäriseras av bär i storlek med jordgubbar, men med smak av smultron.
Egentligen går det inte att korsa smultron med jordgubbar och få en fertil avkomma, som ger bär, beroende på att antalet kromosomer skiljer sig mellan de båda. Dock lyckades man på SLU:s växtforskningsanläggning Balsgård att öka antalet kromosomer hos smultron genom behandling med giftet colchicin och därmed skapa möjlighet för korsningar som ger bär.
De första sorterna som tagits fram lämpar sig inte för kommersiell odling eftersom bären är för mjuka för att klara packning och transport.
Några sorter förekommer inom svensk odling:
- 'Annelie' (1977)[1]
- 'Florika' (1990)
- 'Rebecka' (1998) - är dagsneutral och producerar därför bär under hela säsongen.
- 'Sara' (1988) -
- 'Spadeka' (1990?)